# Figurinas de Venus del Petersfels

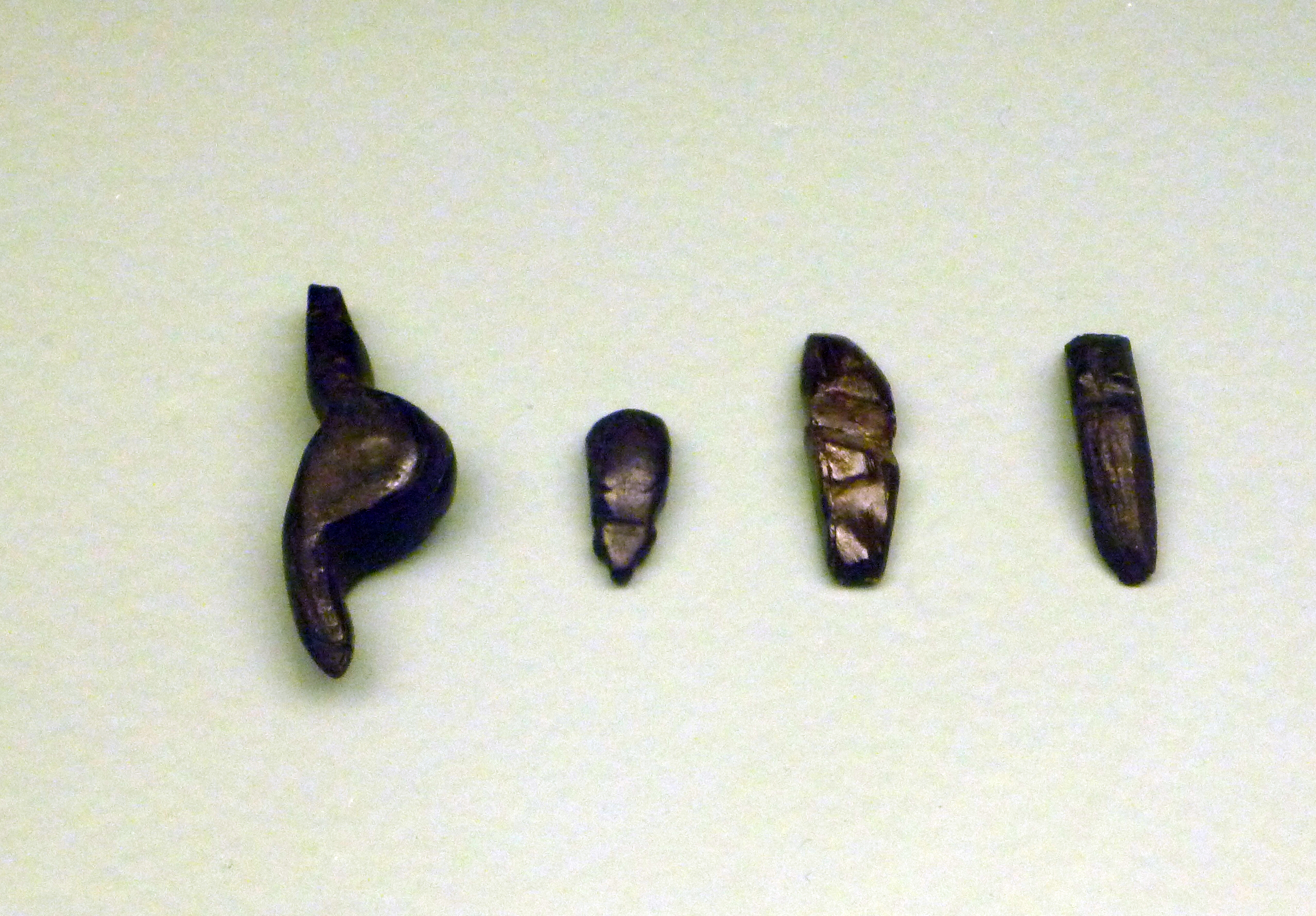
Figuras de Petersfels fotografiadas en el Landesmuseum de Baden-Wurtemberg en Karlsruhe. De izquierda a derecha: Venus, escarabajo, otras dos estatuillas femeninas

Las figurinas de Venus del Petersfels son unas estatuillas que representan el cuerpo femenino pertenecientes a la cultura Magdaleniense del Paleolítico, encontradas cerca de la ciudad alemana de Engen, en el sur de Baden-Wurtemberg; están datadas alrededor del 12 500 a. C.
Entre las obras de arte plásticas halladas en la cueva destacan un escarabajo y dieciséis figurinas femeninas, estatuillas de Venus, quince de azabache (madera negra fósil) y una de cornamenta de reno. El azabache es más fácil de tallar que el marfil o la cornamenta. Se trata de objetos pequeños representados de perfil y altamente estilizados. Solo en una de las estatuillas se puede reconocer cuello, pecho y cintura. En el resto de las figuras un cono —en la mayoría de los casos perforado— se encuentra en el lugar de la cabeza y parte superior del cuerpo. Por tanto se supone que estas piezas fueron utilizadas como colgantes o adornos de vestidos. El cuerpo es representado como una silueta con las posaderas muy pronunciadas. La entalladura distinta en la región inguinal equivale a la inclinación en el dorso de las piernas. De esta manera en una vista frontal dan la impresión de personas sentadas. De perfil las piernas están ligeramente flexionadas y parecen ser una repetición de la parte superior coniforme. Del desarrollo del estilo en el Paleolítico superior se concluye que las figurinas son representaciones del cuerpo femenino.
La llamada Venus de Engen es una estatuilla de apenas 4 cm —de grandes nalgas y con un agujero en su parte superior para hacer las funciones de colgante— tallada en azabache.